# Gran Premio (film 1944)
Gran Premio (National Velvet) è un film del 1944 diretto da Clarence Brown.

## Trama
Inghilterra, anni '20. Ultimo giorno di scuola per le sorelle Brown: Edwina, la maggiore, sogna l'amore, mentre Velvet, la più piccola, nutre una grande passione per i cavalli. Sulla strada di casa Velvet incontra Mi, un giovane vagabondo che dal proprio padre ha ereditato solo un taccuino nel quale sono annotati il nome e l'indirizzo di Mrs Brown, madre di Velvet. 
La donna è un'ex-campionessa di nuoto ed è stata, a suo tempo, allenata dal padre di Mi. Dopo l'iniziale riluttanza di Mr Brown, la famiglia decide di dargli ospitalità. Nel frattempo in città scoppia il subbuglio a causa di un cavallo imbizzarrito che sta distruggendo tutto. 
Il proprietario, per disfarsene, lo mette come premio di una lotteria ed è proprio Velvet ad aggiudicarselo. La ragazzina, che chiama il cavallo "Pie", è l'unica persona che riesce a domare l'animale; dopo averlo allenato con l'aiuto di Mi, anche lui esperto di cavalli, i due trovano un fantino e decidono di iscrivere Pie al Gran Premio di Londra. 
Velvet saluta così la sua famiglia e si reca a Londra con Mi; la sera prima della corsa la ragazzina scopre che anche Mi in passato era stato un abile fantino, ritiratosi in seguito ad un incidente. 
Il giorno del Gran Premio, Velvet, non trovando un fantino, si traveste da uomo e partecipa alla corsa classificandosi al primo posto. Scoperta la sua identità, la giovane viene squalificata, ma ormai lei e Pie hanno acquisito notorietà e fama internazionale; Velvet è pronta a tornare a casa per riabbracciare la sua famiglia.

## Produzione
Per il ruolo dei genitori di Velvet (Taylor) erano stati presi in considerazione Spencer Tracy e Katharine Hepburn, al tempo la coppia d'oro di Hollywood.

## Riconoscimenti
- 1946 - Premio Oscar
  - Miglior attrice non protagonista a Anne Revere
  - Miglior montaggio a Robert Kern
  - Candidatura Migliore regia a Clarence Brown
  - Candidatura Migliore fotografia a Leonard Smith
  - Candidatura Migliore scenografia a Cedric Gibbons, Urie McCleary, Edwin B. Willis e Mildred Griffiths

Nel 2003 il film è stato scelto per la conservazione nel National Film Registry della Biblioteca del Congresso degli Stati Uniti.